# Rhadinoscelidia
Rhadinoscelidia (лат.) — род ос-блестянок из подсемейства Loboscelidiinae. Известно 5 видов. Юго-Восточная Азия. Название происходит от двух латинизированных слов греческого происхождения: Rhadino (стройный) и scelidia (ноги).

## Распространение
Индонезия, Китай (остров Хайнань), Малайзия, Таиланд.

## Описание
Мелкие осы-блестянки с красновато-коричневым гладким и блестящим телом. Длина тела около 3 мм. Скапус усиков заметно длиннее головы; темя за оцеллиями резко пониженное; шейное расширение головы с задним щитовидным расширением, чётко отделенным от остальной части головы. Жилкование переднего крыла сильно редуцировано, ограничивается базальным регионом или менее; все голени без гребней. Биология неизвестна, но предположительно, как и другие представители подсемейства или мирмекофилы, или паразитоиды, которые в качестве хозяев используют яйца палочников (Phasmatodea). Род был впервые описан в 1988 году американским гименоптерологом профессором Линн Кимсей (Lynn S. Kimsey, Bohart Museum of Entomology, Department of Entomology, Калифорнийский университет в Дэвисе, Калифорния, США).
- Rhadinoscelidia chaesonensis Kimsey
- Rhadinoscelidia delta Liu, Yao & Xu, 2011[4]
- Rhadinoscelidia halimunensis Ubaidillah in Kojima & Ubaidillah, 2003[3]
- Rhadinoscelidia lixa Hisasue, Mita, 2020[1]
- Rhadinoscelidia malaysiae Kimsey, 1988[2]